# Erik Wedberg
För författaren och journalisten, se Erik Wedberg (journalist), för ingenjören, se Erik Wedberg (ingenjör).
Erik Wedberg, född 1981, är en programledare i radio på Mix Megapol där han sedan mars 2018 sänder på eftermiddagar. Före detta programledare på Rix FM där han sände sena kvällar sedan början av 2014.
Tidigare gjorde han Eftermiddagarna tillsammans med Sofia Wistam innan hon och Titti Schultz bytte plats  den 1 februari 2010. Benjamin Nilsson tog Wedbergs plats den 9 augusti och Wedberg bytte därmed pass till Förmiddagarna. Innan eftermiddagarna sände han kvällarna och RIX Topp 6 kl. 6. Innan Wedberg började på mix megapol sände han Vinylmorgon på Vinyl FM och dessförinnan eftermiddagar på Svensk pop
Innan han började på Rix FM jobbade han på Radio Match i Östergötland. Wedberg kommer från Skara. Var där med i manskören Musikens Vänner.